# 미하일로 포멘코
미하일로 이바노비치 포멘코(우크라이나어: Михайло Іванович Фоменко, Mykhaylo Ivanovych Fomenko, 1948년 9월 19일~2024년 4월 29일)는 우크라이나의 축구 선수, 축구 감독이다. 선수 시절 소련 대표팀으로 24회 출장하였으며, 1976년 하계 올림픽에 출전한 바 있다. 2012년부터 2016년까지 우크라이나 축구 국가대표팀의 감독을 역임했다.

## 수상

### 선수
클럽
- 소비에트 톱 리그 (3): 1974, 1975, 1977
- 소비에트 컵 (2): 1974, 1978
- UEFA 컵위너스컵: 1975
- UEFA 슈퍼컵: 1975

국가대표
- UEFA 유럽 축구 선수권 대회

- 준우승: 1972

- 올림픽

- 동메달: 1976

### 감독
- 우크라이나 프리미어리그: 1993
- 우크라이나 컵

- 우승: 1993
- 준우승: 2001